# Sharif Sheikh Ahmed
Sharif Sheikh Ahmed (Bosaso, 25 luglio 1964) è un politico somalo.
È stato il tra il 2009 e il 2012 Presidente della Somalia ed ancor prima il capo dell'Unione delle Corti Islamiche (ICU).

## Biografia

### Origini e formazione
Ahmed nacque il 25 luglio 1964 nella regione di Shabeellaha Dhexe, nel centro della Somalia, ed è membro della tribù più grande dell paese, gli (Abgal), branca degli Hauia. Ha iniziato gli studi in lingua araba e geografia presso l'università sudanese di Kordofan, per proseguire a Tripoli dal 1994 al 1998, laureandosi in giurisprudenza.
Ha successivamente lavorato come insegnante nelle scuole secondarie insegnando geografia, arabo e studi religiosi. Parla correttamente arabo, somalo, italiano e inglese ed è inoltre un ḥāfiẓ, cioè un musulmano che conosce a memoria l'intero Corano.

### L'adesione all'ICU
Tornato in Somalia, Ahmed entrò nell'Unione delle Corti Islamiche e fu posto a capo di una piccola corte a Giohar. Pochi anni dopo, a Mogadiscio Ahmed aumentò il suo prestigio adoperandosi per la liberazione di uno studente rapito a scopo di riscatto da una banda criminale.
Nel 2004 Ahmed divenne una delle più eminenti figure delle Corti Islamiche di Mogadiscio. In questo periodo fu amico di personaggi controversi come Sheikh Hassan Dahir Aweys, uno dei fondatori dell'ICU e poi di Hizbul Islam, e Aden Hashi Farah Eyrow, combattente islamista in Afghanistan legato secondo gli USA ad Al Qaeda, ed anch'egli tra i futuri leader di Al-Shabaab.
L'Unione delle Corti Islamiche si oppose politicamente e militarmente al Governo Federale di Transizione (TFG), l'unico governo centrale somalo riconosciuto a livello internazionale. Nel 2006 l'ICU ed il TFG combatterono tra loro per contendersi il controllo delle regioni centro-meridionali del paese, mentre quelle settentrionali restavano sotto il saldo controllo del Somaliland e del Puntland. Ahmed, diventato uno dei capi dell'ICU, nel Settembre 2006 formalmente non escluse la possibilità di un accordo col governo da stipulare con la mediazione della Libia e di altre nazioni africane, ipotesi peraltro non realizzatasi nel corso di quello stesso anno.
Anzi, nella seconda metà del 2006 l'ICU arrivò a conquistare Mogadiscio e quasi tutta la Somalia centrale e meridionale.
Il rapido successo dell'Unione fu tuttavia molto breve, perché il 27 e 28 dicembre il governo riconquistò Giohar e Mogadiscio, e nei successivi giorni di dicembre e gennaio inflisse all'ICU una serie di decisive sconfitte militare che portarono gli islamisti allo sbando. Dopo la sconfitta nella battaglia di Gelib e la caduta di Chisimaio, Ahmed lasciò la Somalia e si trasferì in Kenya. L'ex leader dell'ICU rimase in un hotel di Nairobi sotto la protezione delle autorità locali, ed incontrò pure l'ambasciatore statunitense in Kenya per vagliare la possibilità di una cooperazione tra islamisti moderati e TFG.
Il 1º febbraio 2007 la polizia keniota lo rilasciò, e Ahmed si recò in Yemen, dove si pensa si fossero rifugiati anche altri membri delle Corti Islamiche.

## Carriera politica
Nel Settembre 2007 Ahmed fondò ad Asmara un nuovo partito politico, l'Alleanza per la Riliberazione della Somalia (ARS). Tra i fondatori c'era anche Sheikh Hassan Dahir Aweys, l'ex leader delle Corti Islamiche, islamista radicale. In effetti non mancava inizialmente nell'ARS un'anima fondamentalista, che lo stesso Aweys interpretava. Tuttavia, con il passare del tempo Ahmed attenuò il proprio rigore ed approdò a posizioni di islamismo moderato, avvicinandosi sempre di più ad un accordo con il governo somalo. Finalmente, tra il 31 maggio e l'8 giugno 2008 ARS e Governo Federale di Transizione stipularono a Gibuti un accordo di pace, grazie all'impegno di Ahmed e del Primo Ministro del TFG Nur Hassan Hussein. L'accordo sarebbe stato ampiamente rispettato da entrambe le parti e fu nel complesso un successo politico, anche se l'ala radicale dell'ARS guidata da Aweys lo giudicò inaccettabile ed abbandonò il partito, fondando l'organizzazione terroristica Hizbul Islam, poi confluita in Al-Shabaab.

### Elezioni del 2009
Abbandonato definitivamente ogni radicalismo, Ahmed si candidò alle elezioni presidenziali del 30 gennaio 2009, seguite alle dimissioni di Abdullahi Yusuf Ahmed.
Ahmed vinse al terzo turno di votazione: il primo turno aveva visto prevalere Ahmed con 215 voti; Maslah Mohamed Siad, figlio dell'ex presidente Barre, con 60 voti; Nur Hassan Hussein, Primo Ministro uscente, con 59 preferenze, e che poi ritirò la sua candidatura; l'esito finale vide la vittoria di Ahmed con 293 voti contro i 126 di Mohamed Siad. Il 31 gennaio Ahmed si insediò, dando così ufficialmente inizio al suo mandato.

### Tensioni interne
Nel successivo mese di febbraio Ahmed nominò Primo Ministro Omar Abdirashid Ali Sharmarke. Tuttavia, nell'anno successivo emersero pericolosi contrasti. Tra Aprile e Maggio 2010 infatti Sharmarke entrò in rotta di collisione col Presidente del Parlamento Adan Mohamed Nuur Madobe, che fu sfiduciato dal Parlamento e di conseguenza costretto alle dimissioni.
A seguito di ciò Ahmed annunciò di voler destituire Sharmarke dal suo incarico per formare un nuovo governo. In risposta Sharmarke affermò che il Presidente non avesse il potere di rimuoverlo senza che il Parlamento lo sfiduciasse, in base alla Costituzione Transitoria.
Il 18 maggio l'Unione Africana invitò i leader politici somali a superare la situazione di stallo in breve tempo, mentre nella regione centrosettentrionale del Mudugh i sostenitori di Sharmarke protestavano in sua difesa.
Il 20 maggio Sharif ritirò la sua decisione di destituire Sharmarke, dopo aver preso atto della sua incostituzionalità con i suoi consiglieri giuridici. Tuttavia, il 26 maggio il Presidente rinnovò la sua intenzione di voler nominare un nuovo Primo Ministro. Politici vicini ad Ahmed cercarono di convincere Sharmarke a dimettersi, peraltro senza riuscirci. Abdirahman Mohamud Farole, Presidente della regione autonoma del Puntland, tentò di risolvere la disputa, avvertendo che la sua mancata ricomposizione avrebbe determinato il collasso del Governo Federale di Transizione..
Nel settembre del 2010 i rapporti tra Presidente e Primo Ministro si incrinarono nuovamente, stavolta sul progetto della nuova costituzione: Sharmarke voleva prima sottoporlo al Parlamento, Ahmed direttamente al corpo elettorale con un referendum. Dinanzi al riprendere delle ostilità tra i due l'Unione Africana, l'IGAD ed il Presidente del Puntland Farole tornarono a denunciarne la gravità ai fini della pacificazione nazionale e della stabilità di governo.
Il 21 settembre Sharmarke annunciò in una conferenza stampa, in presenza di parlamentari e membri del governo, le sue dimissioni da Primo Ministro. Nel comunicare la sua decisione Sharmarke ha anche detto di averlo fatto per salvare il paese, poiché lo scontro con Ahmed avrebbe potuto renderlo più vulnerabile.

### Accordo di Kampala

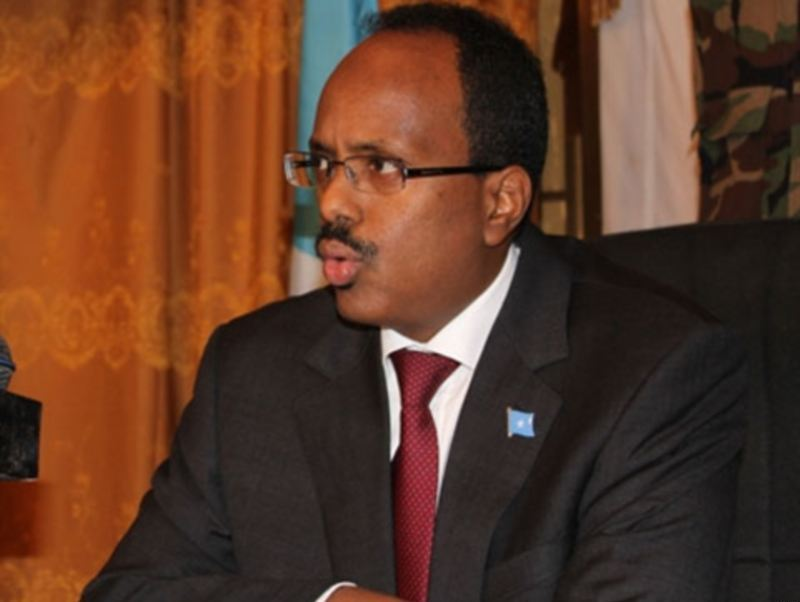
Mohamed Abdullahi Farmajo

Il 14 ottobre 2010 Ahmed nominò come nuovo Primo Ministro Mohamed Abdullahi Farmajo,il quale ottenne la fiducia del Parlamento con la netta di maggioranza di 297 voti su 392.
Da mesi, intanto, proseguiva lo scontro politico con il Presidente del Parlamento Sharif Hassan sull'indizione delle elezioni, che avrebbero dovuto tenersi a fine mandato, cioè ad Agosto 2011, ma che Ahmed voleva posticipare. Il 9 giugno 2011 i due si accordarono a Kampala, capitale dell'Uganda, sotto la supervisione del Presidente ugandese Yoweri Museveni e dell'inviato speciale ONU in Somalia Augustine Mahiga. Con l'accordo i due politici decisero di posporre le elezioni ma, al contempo, di formare un nuovo governo. Gli analisti politici hanno ritenuto che Ahmed abbia sacrificato il Primo Ministro, il cui governo era molto stimato in Somalia ed all'estero, pur di frenare le ambizioni presidenziali di Hassan.
La notizia delle previste dimissioni del governo fece infuriare la popolazione somala, che aveva sempre sostenuto con sincerità il governo di Farmajo.
Proteste scoppiarono in varie città: migliaia di civili, molti soldati ed alcuni parlamentari sfilarono per le strade di Mogadiscio, chiedendo le dimissioni di Ahmed e di Sharif Hassan e lo scioglimento del Parlamento per andare a nuove elezioni. La folla chiese che Farmajo restasse al proprio posto, e molti manifestanti lo descrissero come l'unico politico somalo onesto che si fosse visto negli ultimi anni. I dimostranti bruciarono simbolicamente alcune immagini di Mahiga, e chiesero al Segretario Generale delle Nazioni Unite Ban Ki Moon di sostituirlo, in quanto Mahiga avallando l'accordo aveva contribuito a violare la sovranità nazionale somala. Furono attaccati anche alcuni hotel in cui alloggiavano dei parlamentari, e in tutto si contarono 5 morti. Ulteriori manifestazioni si tennero Gallacaio e a Beled Hawo. Le proteste furono organizzate addirittura anche dalle comunità somale all'estero al Il Cairo, a Nairobi, Johannesburg, Sydney, Londra, Roma, Stoccolma, Minneapolis e Toronto.
A Radio Mogadiscio Ahmed invitò l'esercito a gestire la situazione ma al contempo disse che avrebbe ascoltato le ragioni così fortemente espresse dai manifestanti. In una successiva conferenza stampa chiese l'immediato rilascio di tutti i dimostranti detenuti, ed annunciò l'inizio di un'inchiesta indipendente sui loro arresti.
L'11 giugno Farmajo dichiarò che l'accordo di Kampala avrebbe dovuto essere presentato al Parlamento per essere discusso e valutato, in accordo con quanto stabilito dalla costituzione, e che se il Parlamento lo avesse approvato lui si sarebbe dimesso senza problemi. Il giorno dopo Ahmed condannò le proteste definendole illegali ed ipotizzò che venissero finanziate da funzionari governativi; inoltre avvertì che i terroristi islamici di Al-Shabaab avrebbero potuto sfruttare le folle per compiere attentati.
In un'intervista del 16 giugno il sottosegretario del Ministero degli affari esteri italiano Alfredo Mantica ha espresso il suo supporto a Farmajo e la convinzione del governo italiano che l'accordo avrebbe dovuto essere rivisto dal Parlamento. Il sottosegretario ha inoltre lodato l'operato di Farmajo e la necessità di mantenerlo in carica per favorire la stabilità politica.
Il 19 giugno Farmajo si dimise da Primo Ministro. L'Accordo di Kampala prevedeva anche che il mandato del Presidente e del Parlamento fosse esteso di un anno, fino all'Agosto 2012, e così si fece. Farmajo disse di essersi dimesso nell'interesse della Somalia, e ringraziò il suo esecutivo per il sostegno e l'impegno mostrato per favorire la sicurezza ed il buon governo del paese.
Abdiweli Mohamed Ali, Ministro della Pianificazione e della Cooperazione Internazionale sotto Farmajo, fu nominato il giorno dopo Primo Ministro ad interim; il 23 giugno sarebbe stato confermato in carica a titolo definitivo.
L'Accordo di Kampala e le dimissioni di Farmajo furono accolti con rabbia dall'opinione pubblica e da molti parlamentari. Le maggiori preoccupazioni riguardarono il possibile risorgere della corruzione politica ed amministrativa, problema di lunga data della Somalia per risolvere i quali Farmajo aveva fatto notevoli passi avanti. I parlamentari garantirono la loro compatta opposizione ad oltranza all'accordo.
Inoltre, numerosi osservatori hanno notato come l'accordo fosse per il governo un clamoroso passo falso, ed offrisse ai ribelli islamisti antigovernativi del sud del paese la possibilità di approfittare della corruzione e della scarsa credibilità del governo, per incrementare le proprie conquiste territoriali e reclutare un maggior numero di uomini.
Ciò soprattutto a causa dell'ingerenza dell'Uganda, intervenuta pesantemente nell'accordo in un modo a dir poco problematico: un precedente che avrebbe potuto inaugurare altre future intromissioni di paesi stranieri nella politica nazionale.
Non a caso i terroristi islamici di Al-Shabaab denunciarono l'accordo come una prova del fatto che il paese fosse controllato dall'Uganda ed un mero piano per costringere Farmajo alle dimissioni. Gli islamisti ribadirono di non voler riconoscere il governo di Ahmed e di voler cacciare dal paese le truppe ugandesi dell'AMISOM.
Alla fine, il 28 giugno Ahmed ritirò l'accordo ancor prima di sottoporlo al Parlamento, benché avesse già provocato le dimissioni di Farmajo e l'estensione della legislatura.

### Operazione Linda Nchi
Dopo molte vicissitudini politiche, Ahmed iniziò ad occuparsi di una seria azione di contrasto militare al gruppo fondamentalista Al-Shabaab, le cui milizie detenevano ormai il controllo di quasi tutte le regioni centro-meridionali ed anche di grandi città come Baidoa e Chisimaio.
Per questo motivo il governo somalo diede inizio nell'Ottobre 2011 all'Operazione Linda Nchi, un'operazione militare coordinata tra Somalia e Kenya per sconfiggere i ribelli islamisti e restituire al Governo Federale il controllo del sud del paese. L'operazione iniziò quando le truppe keniote attraversarono il confine meridionale somalo ed entrarono nel paese per combattere gli Shabaab, che in Kenya agivano rapendo turisti e lavoratori occidentali.
In realtà gli accordi iniziali tra i due paesi prevedevano il solo supporto logistico keniota all'esercito somalo, e non la presenza di truppe del Kenya in Somalia; infatti, Ahmed si oppose allo sconfinamento dei militari kenioti.
Quasi subito tuttavia la presenza dei soldati kenioti in Somalia fu accettata, a condizione che le aree riconquistate venissero subito poste sotto il controllo dell'AMISOM.
L'operazione fu guidata dalle forze somale, con quelle keniote in un pur fondamentale ruolo di supporto.
L'azione militare congiunta fu un successo: numerose zone furono sottratte al controllo dei miliziani islamici e molte città rientrarono nella sovranità del governo, tra cui Baidoa, Belet Uen e Afgoi. La forza militare ed anche politica di Al-Shabaab ne uscì sensibilmente ridimensionata.
L'operazione è terminata quando nel Giugno 2012 le truppe del Kenya sono ufficialmente entrate a far parte dell'AMISOM, il che secondo gli analisti dovrebbe aiutare il governo centrale somalo ad estendere il proprio potere territoriale.

### Fine della fase transitoria
Indeboliti gli Shabaab, Ahmed rafforzò ulteriormente la posizione del governo firmando a Dubai il 28 giugno 2012 un accordo di cooperazione con Ahmed Mohamed Mahamoud Silanyo, Presidente della regione separatista settentrionale del Somaliland. Il documento dovrebbe almeno temporaneamente far cessare le reciproche rivendicazioni territoriali per favorire il sostegno umanitario alla popolazione.
All'inizio del 2012 Ahmed iniziò a curare la fine della fase politica transitoria, che era iniziata nel 2000 con il Governo Nazionale di Transizione, per cercare di dare finalmente alla Somalia un governo stabile, il primo dall'inizio della guerra civile.
A questo scopo Ahmed si incontrò a Febbraio con molti leader politici somali nella città di Garoe. Nella conferenza politica fu elaborato il progetto di una nuova costituzione, che tra gli altri vide d'accordo: Ahmed, il Primo Ministro Abdiweli Mohamed Ali, il Presidente del Parlamento Sharif Adan Sharif Hassan, il Presidente del Puntland Abdirahman Mohamed Farole, il Presidente del Galmudug Mohamed Ahmed Alim, ed anche Khalif Abdulkadir Noor, rappresentante del movimento paramilitare sufi anti-Shabaab Ahlu Sunnah Wal Jama'a.
L'Assemblea Nazionale Costituente approvò il 1º agosto il progetto con il 96% dei voti, il 2% di contrari ed altrettanti astenuti.
Il 20 agosto nacque ufficialmente la Repubblica Federale di Somalia, che le successive elezioni di Settembre avrebbero dotato di un nuovo, stabile Governo federale; lo stesso giorno, terminarono il mandato di Ahmed e l'esistenza del Governo Federale di Transizione.

### Elezioni del 2012
Terminato il mandato, Ahmed fu sostituito ad interim prima dal generale Muse Hassan Sheikh Sayid Abdulle e poi da Mohamed Osman Jawari.
Ahmed si ricandidò alle elezioni presidenziali del 10 settembre, per le quali era dato favorito. Tuttavia la tornata elettorale fu vinta da Hassan Sheikh Mohamoud, le cui possibilità di vittoria erano state giudicate modeste.
Riconosciuta la sconfitta, Ahmed si prestò a collaborare amichevolmente col successore.